# Illiassa
Illiassa è una città del Gambia di 987 abitanti al censimento del 2013.
Illiassa si trova nella divisione North Bank nel quartiere Upper Baddibu . Il paese si trova sulla strada North Bank tra Farafenni e No Kunda.
Il paese si trova a circa 6,3 km si trova a sud di Katchang.